# 泥川 (岐阜県)
泥川（どろがわ）は、木曽川水系の一級河川。岐阜県不破郡垂井町・養老郡養老町・大垣市を流れる。相川・杭瀬川・牧田川・揖斐川を経て伊勢湾に至る木曽川の5次支川。

## 概要

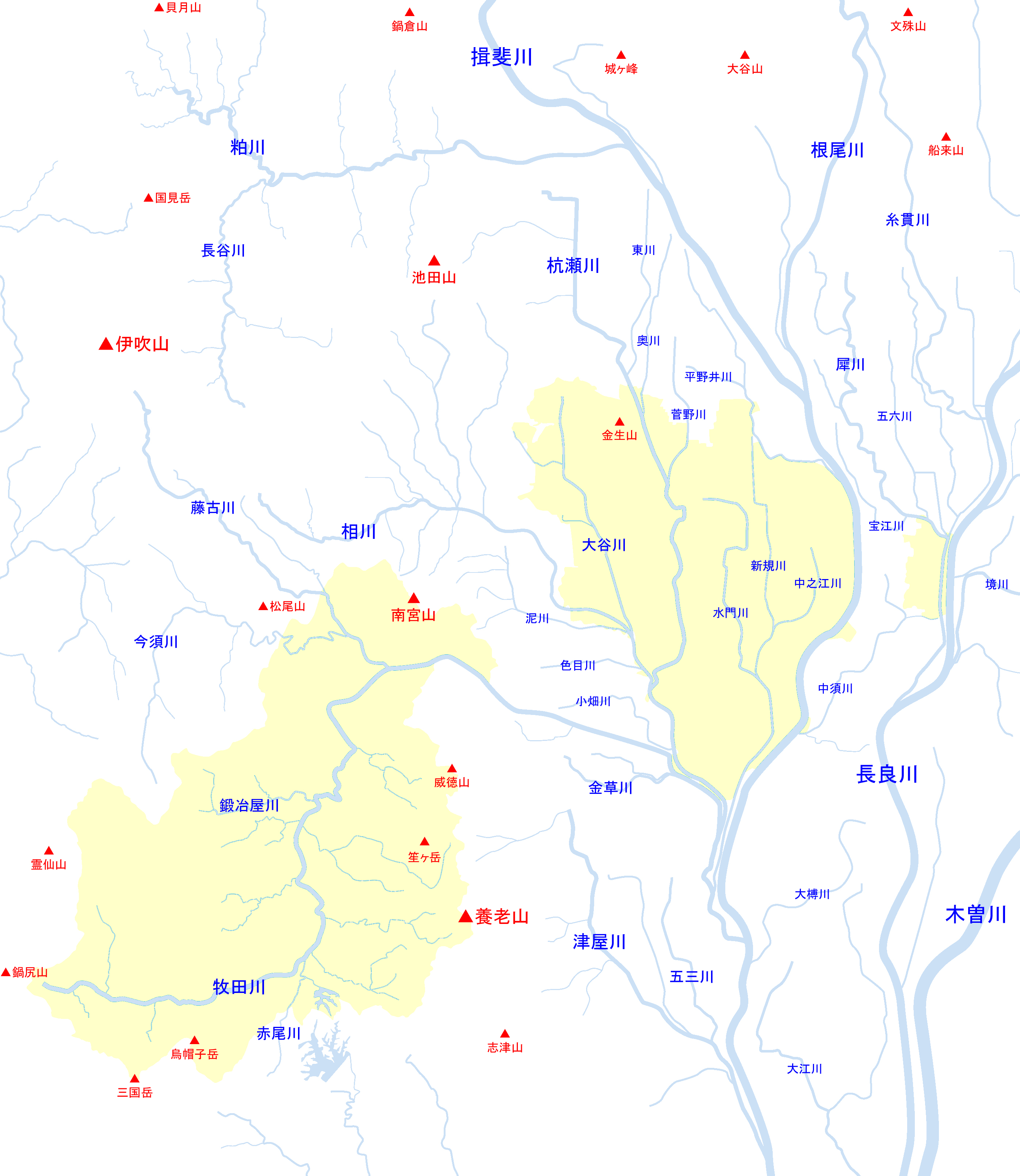
大垣市周辺河川の位置関係図

垂井町庭田を水源として垂井町の南部を流れ、垂井町南部を源流とする御前谷川や中川と合流して相川扇状地の湧水を集め、養老町と大垣市の境界を出入りした後、その境界部で相川と合流する。
相川との間に大野輪中、色目川との間に室原輪中が存在する。
牧田川圏域に含まれ、高低差の低い地域を流れているため下流部で合流する河川が増水すると水が逆流する災害が起きやすい。
このため、2011年に泥川水門が大垣市十六町に設けられた。